# Galaktopoese
Als Galaktopoese (von altgriechisch γαλάκτωσις galaktosis, deutsch ‚Verwandeln in Milch‘ und altgriechisch ποιέω poiesis, deutsch ‚machen‘) bezeichnet man die Aufrechterhaltung der Milchbildung und -abgabe in der Milchdrüse. Sie wird durch zwei Reflexe gewährleistet. Durch das Saugen des Säuglings an der Brustwarze bzw. Zitze kommt es im Hypothalamus zur kurzzeitigen Hemmung des Prolactin-Inhibiting-Factors. Dadurch kommt es zu einem Anstieg von Prolaktin, welches die Milchbildungszellen zur Milchbildung anregt. Dieser Vorgang wird auch als Milchbildungsreflex bezeichnet. Zusätzlich wird durch das Saugen die Ausschüttung des Hormons Oxytocin stimuliert. Oxytozin regt die Myoepithelzellen in der Milchdrüse zur Kontraktion an, wodurch die Milch in die Ausführungsgänge der Milchdrüse gepresst wird. Dies wird als Milchfluss- oder Ejektionsreflex bezeichnet.